# Bulbophyllum urosepalum
Bulbophyllum urosepalum är en orkidéart som beskrevs av Rudolf Schlechter. Bulbophyllum urosepalum ingår i släktet Bulbophyllum och familjen orkidéer. Inga underarter finns listade i Catalogue of Life.